# Уклеин, Семён Матвеевич
Семён Матве́евич Укле́ин (1733, Уварово, Тамбовский уезд — 1809, там же) — один из видных деятелей и, возможно, основатель христианского религиозного движения молокан.

## Биография

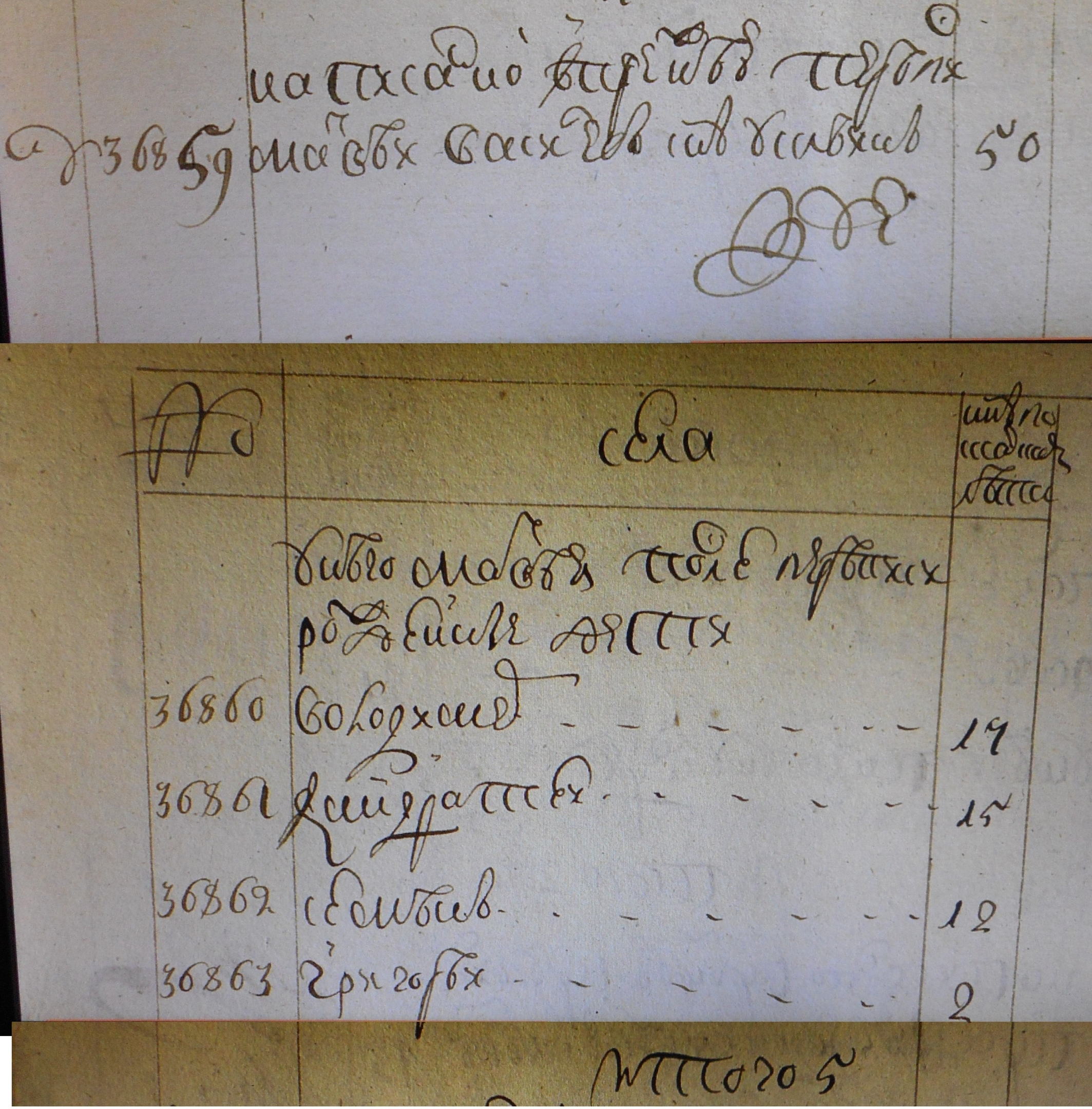
Данные переписи 1745 г.

Семён Уклеин, работавший портным, был однодворцем села Уварово Тамбовского, а затем Борисоглебского уезда. Там он познакомился с Илларионом Побирохиным, проповедовавшим верование духоборов. Позже, вслед за Побирохиным, Уклеин переехал в село Горелое. Там он по-прежнему придерживался духоборческих взглядов. Некоторыми исследователями утверждается, что Уклеин лишь притворялся ревностным духоборцем: единственной причиной его нахождения в их среде была дочь Побирохина, на которой Семён впоследствии женился. Позже Уклеин разошёлся во взглядах с Побирохиным из-за Библии: 
Уклеин в основу своего учения полагал Библию, но объяснял её рационалистически, а Побирохин, как духоборец, ставил внутреннее просвещение выше Священного Писания и Библию называл хлопотницею».
Около 1760 года Семён окончательно покинул духоборов. Впоследствии многие духоборы ушли от Побирохина к Уклеину, составив свои общины. Через пять лет Семён с 70-ю избранными учениками прибыл в Тамбов для проповедования, но вскоре был арестован. Год спустя Семёна освободили из-за его возвращения в православие. Он уехал в село Рассказово, где поселился со своими учениками. В 1785 году впервые был упомянут термин «Молоканство» в документах Тамбовской духовной консистории, по другим данным — в 1765 году; впоследствии он стал общим для последователей Уклеина. Учение быстро распространялось, благодаря Семёну и его ученикам, часто путешествовавшим. В 1809 году Уклеин умер, его похоронили в родном селе Уварово.
Семён смог составить первую книгу молокан, Обрядник, а также сформулировать один из их основных догматов: 
Сын Божий и Дух святой не равны Отцу в божественном достоинстве, что при воплощении Христос имел не человеческую плоть, но принял с неба такую, какую имел архангел Рафаил, сопутствовавший молодому Товию, что с этою плотью вселился в утробу Богородицы и не имея человеческого тела и не умер подобно людям, что одни только молокане могут получить вечное спасение, а все прочие осуждены будут на вечное мучение и что воскресение будет духовное, а не плотское.